# Daniel Nilsson (fotbollsspelare)
Daniel Andreas Nilsson, född 21 september 1982 i Sölvesborg, är en svensk före detta fotbollsspelare som sedan 2019 är tränare i Sölvesborgs GoIF.

## Karriär
Nilsson började spela fotboll i Sölve BK, som sedan slog ihop sin ungdomsfotboll med Sölvesborgs GoIF. Han gick 1998 till Helsingborgs IF. 2002 värvades Nilsson till Mjällby AIF. Han var en nyckelspelare när MAIF vann Superettan 2009.
Inför säsongen 2017 återvände Nilsson till moderklubben Sölvesborgs GoIF, där han fick en roll som spelande assisterande tränare. Inför säsongen 2019 blev Nilsson klar som huvudtränare i klubben.